# Zalistování
Zalistování je výraz, který je v obchodní praxi používán pro zařazení produktů do nabízeného portfolia prodávajícího. Nejčastěji se tyto termíny používají na řetězcových obchodech u velkých korporací a nebo SMS nákupů u nákupních distributorů. Dodavatel splní obchodní podmínky a následně dojde k zalistování produktů.